# دهستان دیلمان
دهستان دیلمان نام دهستانی در بخش دیلمان شهرستان سیاهکل، استان گیلان در ایران است. براساس سرشماری مرکز آمار ایران در سال ۱۳۹۵، جمعیت آن ۵٬۲۷۰ نفر (۱۹۹۸ خانوار) بوده‌است. دیلمان در شرق گیلان و در نزدیک شهر سیاهکل قرار دارد. سیاهکل شهری جلگه‌ای در ۱۵ کیلومتری لاهیجان است که از شمال و شمال‌ شرقی به لاهیجان، از شرق به لنگرود، از جنوب شرقی به املش و رودسر، از جنوب‌ غربی به رودبار و از غرب به رشت می‌رسد. ارتفاع دیلمان بیشتر از ۲ هزار متر از سطح دریاست و برای رسیدن به آن باید از جاده‌ای جنگلی عبور کنید. دیلمان با طبیعت بسیار زیبای خود دارای فصل های دیدنی است و هرکدام از فصل ها زیبایی های بخصوصی دارد. دیلمان به عنوان مرتفع ترین ییلاق در استان گیلان شناخته شده، همچنین از نظر گردشگران نیز به عنوان زیباترین ییلاق شرق گیلان و بکرترین مکان سرسبز گیلان به شمار می رود.